# Nimetön (ö i Södra Savolax, Nyslott, lat 62,19, long 28,67)
Nimetön är en ö i Finland. Den ligger i sjön Enonvesi och i kommunen Nyslott i  landskapet Södra Savolax, i den sydöstra delen av landet, 300 km nordost om huvudstaden Helsingfors. Öns area är 4,5 hektar och dess största längd är 300 meter i sydöst-nordvästlig riktning.